# Hil Mosi
Hil Mosi ps. Sakoli, Vllaznija (ur. 22 kwietnia 1885 w Szkodrze, zm. 22 lutego 1933 we Tiranie) – albański działacz niepodległościowy, polityk i poeta, dwukrotny minister edukacji (1921, 1930-1932), minister robót publicznych (1927-1928).

## Życiorys
Pochodził z rodziny katolickiej. Był jednym z trzech synów działacza niepodległościowego Marka Mosiego. Po ukończeniu włoskiej szkoły w Szkodrze, uczył się w kolegium jezuickim, a następnie w szkole pedagogicznej w Klagenfurt am Wörthersee. W czasie pobytu w Austrii związał się z albańskim ruchem narodowym, współpracował ze stowarzyszeniem kulturalnym Dija, pisał także do prasy (używał pseudonimu Vllaznija). Wtedy też powstały pierwsze opowiadania Mosiego, które publikował pod pseudonimem Sakoli.
Po ogłoszeniu konstytucji osmańskiej w 1908 powrócił do Szkodry, gdzie wstąpił do oddziału Mihala Grameno. W tym czasie rozpoczął współpracę z klubem patriotycznym Gjuha shqipe (Język albański), a następnie założył stowarzyszenie Gegnija. Był także jego przedstawicielem na kongresie monastyrskim, gdzie debatowano nad jednolitym standardem zapisu języka albańskiego, a także sekretarzem kongresu. W latach 1909–1912 był członkiem komitetu powstańczego w północnej Albanii. W oddziale Risto Siliqiego walczył przeciwko osmańskim oddziałom ekspedycyjnym. Od 1913 wspólnie z Siliqim wydawał w Szkodrze czasopismo Shqypnija e Re (Nowa Albania). W 1913 z powodu złego stanu zdrowia wyjechał na kurację do Triestu. Po powrocie do Szkodry tworzył klub patriotyczny Lidhja Kombetare (Liga Narodowa). W lutym 1914 został zaproszony przez Esada Paszę Toptaniego, aby stanął na czele Głównej Dyrekcji Bezpieczeństwa Albanii, ale Mosi nie przyjął tej oferty.
W 1915 po zajęciu Szkodry przez oddziały czarnogórskie, Mosi został internowany w Podgoricy. Powrócił do Szkodry w roku 1916. W czasie austriackiej okupacji Szkodry (1916-1918) był szefem policji w mieście, w tym czasie organizował sieć szkół albańskich. W 1920 należał do założycieli komitetu Mbrojtja Kombetare (Obrona Narodowa). Mosi został wybrany przewodniczącym stowarzyszenia. W tym czasie zajął się także pracą naukową – opracowywał źródła historyczne do dziejów średniowiecznej Albanii.

## W niepodległym państwie albańskim
W 1920 po raz pierwszy został wybrany deputowanym do parlamentu i dyrektorem departamentu w ministerstwie edukacji. W 1921 na krótko objął kierownictwo resortu. W październiku 1921 reprezentował Albanię w Lidze Narodów. Po przewrocie dokonanym przez Fana Noliego w 1924, objął stanowisko prefekta Korczy i Gjirokastry. Upadek rządu Noliego skłonił go do emigracji. Wrócił do kraju w sierpniu 1925, po ogłoszeniu amnestii. Przez krótki okres sprawował urząd ministra prac publicznych, w latach 1929-1930 funkcję prefekta Korczy, by w 1930 objąć po raz drugi tekę ministra edukacji, którą to funkcję pełnił do grudnia 1932.
Był żonaty (żona Vitoria), miał pięć córek i syna. Zmarł w swoim domu w Tiranie, pochowany na cmentarzu katolickim Rrmajt w Szkodrze. Imię Mosiego noszą ulice w Szkodrze i w Prisztinie.

## Twórczość
Dorobek Hila Mosiego obejmuje zarówno artykuły publicystyczne, jak również krótkie teksty prozą, wiersze i tłumaczenia. Używał pseudonimów: Zog Sakolli, Sakoli, Zog Dushmani, Lirijasi i Speci. W 1908 ukazał się najbardziej znany zbiór wierszy Mosiego pt. Natyra (Natura). W 1913 wydał w Trieście zbiór utworów patriotycznych Zani i Adtheut (Głos Ojczyzny). W jego dorobku translatorskim znajdują się dzieła Goethego, Schillera, Heinego i Lessinga.
- 1915: Lotët e dashtnisë : vjersha dashtnore 1915
- 1925: Libër kangësh për shkollat popullore të Shqipnis
- 1927: Lule prendvere : vjersha dashtnore & ballada
- 1931: Hymni i Djelmnis Shqiptare
- 1931: Hymni i milicjes
- 1965: Kanga e bylbylit : vjersha për fëmijët e moshës së re shkollore
- 1986: Vepra letrare